# Lijst van coaches van het Fins voetbalelftal (mannen)
Dit is een lijst van bondscoaches van het Fins voetbalelftal mannen.

## Bondscoaches
| Naam                                    | Land van herkomst | Begin periode    | Einde periode     | Prijzen | Opmerkingen/Wijze van vertrek               |
| --------------------------------------- | ----------------- | ---------------- | ----------------- | ------- | ------------------------------------------- |
| Selectiecomité van de Finse voetbalbond | Finland           | 1 juli 1911      | 30 juni 1921      |         |                                             |
| Selectiecomité van de Finse voetbalbond | Finland           | 1 juli 1923      | 30 juni 1935      |         |                                             |
| Ferdinand Fabra                         | Duitsland         | 30 juni 1936     | 19 augustus 1937  |         |                                             |
| Gábor Obitz                             | Hongarije         | 8 juni 1939      | 18 augustus 1939  |         |                                             |
| Selectiecomité van de Finse voetbalbond | Finland           | 1 juli 1939      | 30 juni 1943      |         |                                             |
| Axel Martensson                         | Finland           | 1 augustus 1945  | 3 oktober 1945    |         |                                             |
| Niilo Tammisalo                         | Finland           | 25 juni 1946     | 18 september 1946 |         |                                             |
| Aatos Lehtonen                          | Finland           | 20 juni 1946     | 20 augustus 1955  |         |                                             |
| Kurt Weinreich                          | Duitsland         | 20 augustus 1955 | 13 oktober 1958   |         |                                             |
| Aatos Lehtonen                          | Finland           | 20 juni 1958     | 1 november 1961   |         |                                             |
| Olavi Laaksonen                         | Finland           | 19 juni 1962     | 9 oktober 1974    |         |                                             |
| Martti Kosma                            | Finland           | 1 april 1975     | 30 juni 1975      |         |                                             |
| Aulis Rytkönen                          | Finland           | 1 juni 1975      | 14 oktober 1978   |         |                                             |
| Esko Malm                               | Finland           | 1 januari 1979   | 31 december 1981  |         |                                             |
| Martti Kuusela                          | Finland           | 1 januari 1982   | 13 september 1987 |         |                                             |
| Jukka Vakkila                           | Finland           | 1 juli 1986      | 30 juni 1992      |         |                                             |
| Tommy Lindholm                          | Finland           | 1 juli 1992      | 1 december 1994   |         |                                             |
| Jukka Ikäläinen                         | Finland           | 15 oktober 1994  | 30 juni 1996      |         |                                             |
| Richard Möller Nielsen                  | Denemarken        | 1 juli 1996      | 30 juni 1999      |         |                                             |
| Antti Muurinen                          | Finland           | 1 januari 2000   | 22 juni 2005      |         | Ontslagen, Jyrki Heliskoski vervangt hem    |
| Jyrki Heliskoski                        | Finland           | 20 augustus 2005 | 1 augustus 2006   |         | Assistent-trainer van Roy Hodgson           |
| Roy Hodgson                             | Engeland          | 1 januari 2006   | 29 november 2007  |         | Ontslag genomen, Stuart Baxter vervangt hem |
| Stuart Baxter                           | Schotland         | 28 januari 2008  | 9 november 2010   |         | Ontslag genomen, Olli Huttunen vervangt hem |
| Olli Huttunen                           | Finland           | 9 november 2010  | 31 maart 2011     |         | Interim, Markku Kanerva vervangt hem        |
| Markku Kanerva                          | Finland           | 1 januari 2011   | 30 maart 2011     |         | Interim, Mixu Paatelainen vervangt hem      |
| Mixu Paatelainen                        | Finland           | 31 maart 2011    | 15 juni 2015      |         | Ontslagen, Markku Kanerva vervangt hem      |
| Markku Kanerva                          | Finland           | 12 augustus 2015 | 31 december 2015  |         | Interim, Hans Backe vervangt hem            |
| Hans Backe                              | Zweden            | 1 januari 2016   | 12 december 2016  |         | Ontslagen, Markku Kanerva vervangt hem      |
| Markku Kanerva                          | Finland           | 12 december 2016 |                   |         |                                             |

Finse voetbalbond · A-internationals · Bondscoaches · Statistieken · Fins vrouwenelftal · Olympisch elftal · Finland U21 · Finland U20 · Finland U19 · Finland U18 · Finland U17 · Finland U16
1911 – 1919 ·
1920 – 1929 ·
1930 – 1939 ·
1940 – 1949 ·
1950 – 1959 ·
1960 – 1969 ·
1970 – 1979 ·
1980 – 1989 ·
1990 – 1999 ·
2000 – 2009 ·
2010 – 2019 ·
2020 − 2029
EK 2020
OS 1912 ·
OS 1936 ·
OS 1952 ·
OS 1980
1911 · 
1912 · 
1913 · 
1914 · 
1915 · 1916 · 1917 · 1918 · 
1919 · 
1920 · 
1921 · 
1922 · 
1923 · 
1924 · 
1925 · 
1926 · 
1927 · 
1928 · 
1929 · 
1930 · 
1931 · 
1932 · 
1933 · 
1934 · 
1935 · 
1936 · 
1937 · 
1938 · 
1939 · 
1940 · 
1941 · 
1942 · 
1943 · 
1944 · 
1945 · 
1946 · 
1947 · 
1948 · 
1949 · 
1950 · 
1952 · 
1952 · 
1953 · 
1954 · 
1955 · 
1956 · 
1957 · 
1958 · 
1959 · 
1960 · 
1961 · 
1962 · 
1963 · 
1964 · 
1965 · 
1966 · 
1967 · 
1968 · 
1969 · 
1970 · 
1971 · 
1972 · 
1973 · 
1974 · 
1975 · 
1976 · 
1977 · 
1978 · 
1979 · 
1980 · 
1981 · 
1982 · 
1983 · 
1984 · 
1985 · 
1986 · 
1987 · 
1988 · 
1989 · 
1990 · 
1991 · 
1992 · 
1993 · 
1994 · 
1995 · 
1996 · 
1997 · 
1998 · 
1999 · 
2000 · 
2001 · 
2002 · 
2003 · 
2004 · 
2005 · 
2006 · 
2007 · 
2008 · 
2009 · 
2010 · 
2011 · 
2012 · 
2013 · 
2014 · 
2015 · 
2016 · 
2017 · 
2018 ·
2019 ·
2020
Albanië ·
Algerije ·
Andorra ·
Armenië ·
Azerbeidzjan ·
Bahrein ·
Barbados ·
België ·
Bermuda ·
Bolivia ·
Bosnië en Herzegovina ·
Brazilië ·
Bulgarije ·
Canada ·
Chili ·
China ·
Colombia ·
Costa Rica ·
Cyprus ·
Denemarken ·
DDR ·
(West-)Duitsland ·
Ecuador ·
Egypte ·
Engeland ·
Estland ·
Faeröer ·
Frankrijk ·
Georgië ·
Griekenland ·
Honduras ·
Hongarije ·
Ierland ·
IJsland ·
India ·
Irak ·
Israël ·
Italië ·
Japan ·
Jemen ·
Joegoslavië ·
Jordanië ·
Kameroen ·
Kazachstan ·
Koeweit ·
Kosovo ·
Kroatië ·
Letland ·
Liechtenstein ·
Litouwen ·
Luxemburg ·
Maleisië ·
Malta ·
Marokko ·
Mexico ·
Moldavië ·
Montenegro ·
Nederland ·
Noord-Ierland ·
Noord-Korea ·
Noord-Macedonië ·
Noorwegen ·
Oekraïne · 
Oman ·
Oostenrijk ·
Peru ·
Polen ·
Portugal ·
Qatar ·
Roemenië ·
Rusland ·
San Marino ·
Saoedi-Arabië ·
Schotland ·
Servië ·
Servië en Montenegro ·
Singapore ·
Slovenië ·
Slowakije ·
Sovjet-Unie ·
Spanje ·
Thailand ·
Trinidad en Tobago ·
Tsjechië ·
Tsjecho-Slowakije ·
Tunesië ·
Turkije ·
Uruguay ·
Verenigde Arabische Emiraten ·
Verenigde Staten ·
Wales ·
Wit-Rusland ·
Zuid-Korea ·
Zweden ·
Zwitserland
België (2021) · 
Denemarken (2021) · 
Rusland (2021)